# Alta (Iowa)
Alta – miasto w Stanach Zjednoczonych, w stanie Iowa, w hrabstwie Buena Vista.

## Demografia

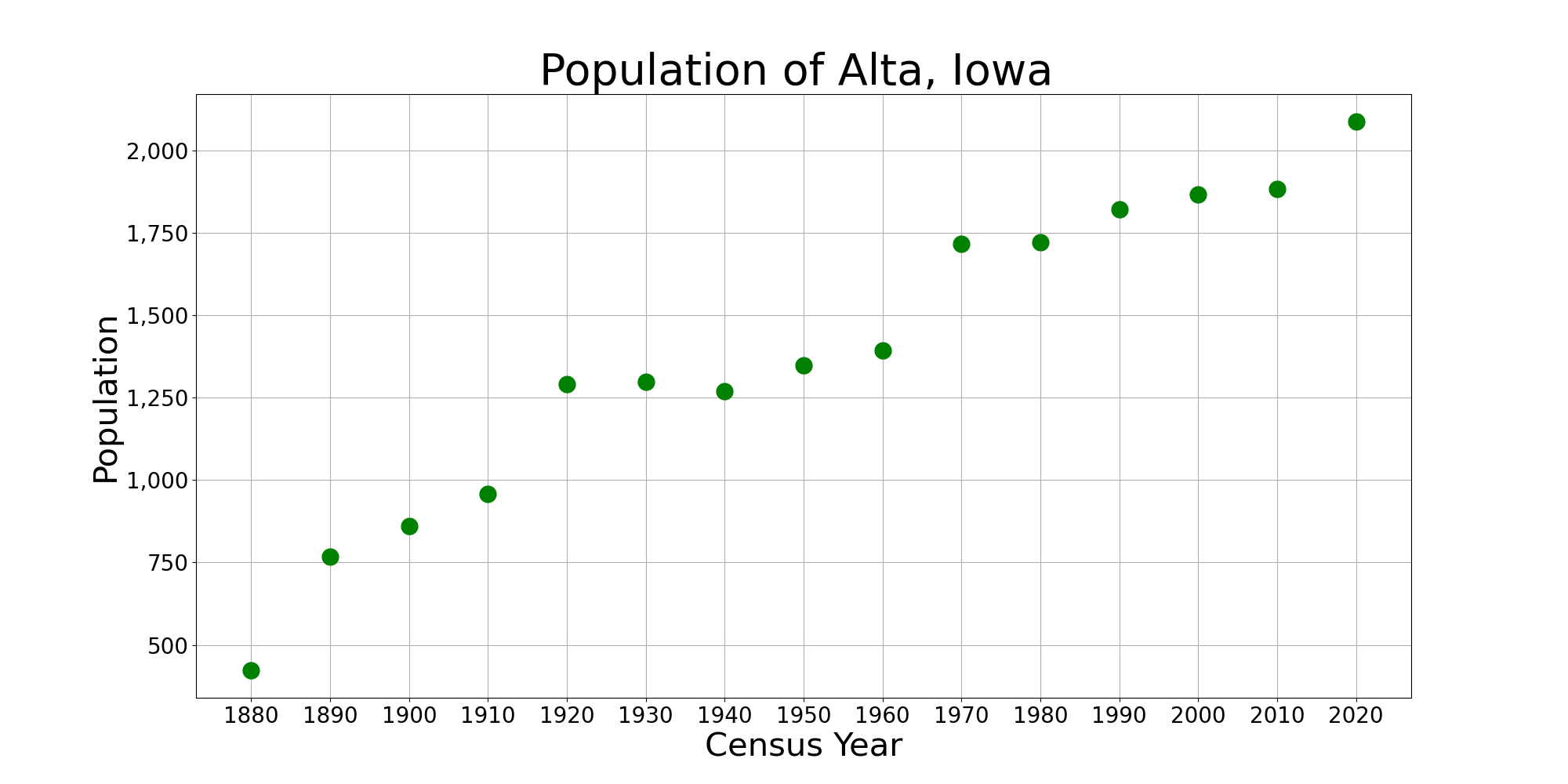
Populacja miasta w latach 1880–2020